# San (volk)

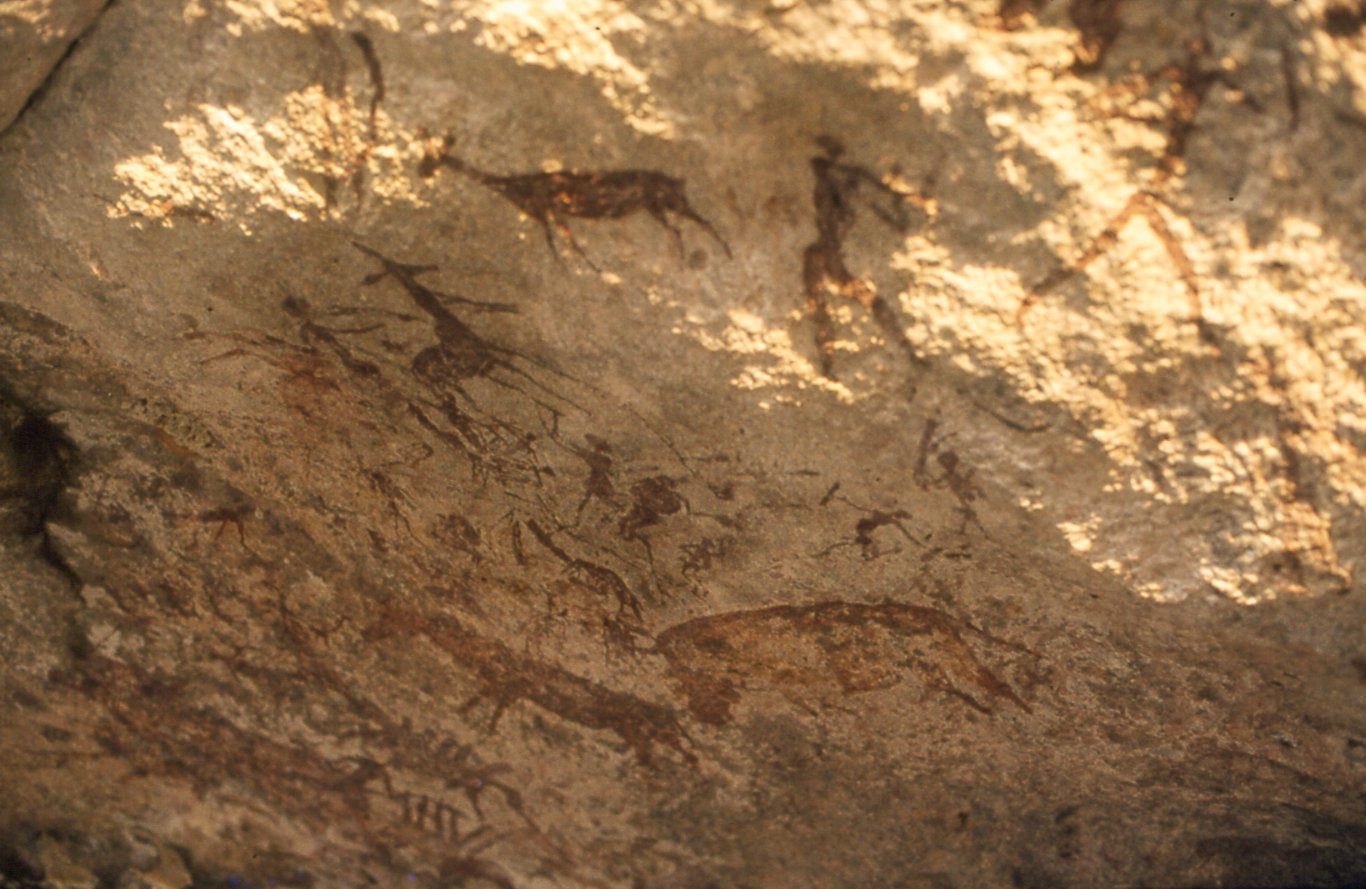
Schilderingen van de San bij Murewa (ZW)

De San of Bosjesmannen is een verzamelnaam voor een aantal verschillende bevolkingsgroepen in Zuid-Afrika, Namibië, Botswana en Angola. Ze behoren tot de Khoisan-groep en zijn verwant aan de Khoikhoi.

## Etymologie
Het etnoniem San was historisch gezien gegeven door hun etnische buren en historische rivalen, de Khoikhoi. Omdat de term 'buitenstaander' betekent, prefereren velen van deze groep de titel 'Bosjesman', ofschoon deze term juist weer als politiek incorrect wordt beschouwd door westerlingen. De naam Bosjesman is Nederlands en stamt uit de tijd van de Nederlandse Kaapkolonie. De naam verwijst naar de bosjes (struikgewas) waartussen deze mensen leefden.

## Taal
Ze spreken oorspronkelijk een grote variëteit Khoisan-talen, waarvan de meeste een groot aantal klikfonemen kennen. De onderlinge verwantschap van deze talen is nog allerminst duidelijk. Tegenwoordig spreken de San echter vooral Afrikaans. Boesman, Bushmen en Basarwa zijn andere aanduidingen voor de San. Ze hebben voor zichzelf echter geen collectieve naam. Ze kennen ook een gebarentaal die wordt gebruikt voor de jacht.

## Geschiedenis
De San vormden eeuwenlang kleine gemeenschappen van jagers en verzamelaars. De mannen gingen op jacht en de vrouwen verzamelden eetbare gewassen, waaronder Moraea fugax, wat in Afrikaans uintjies of soetuintjies heet. De voorouders van de San bewoonden ooit in groten getale en als enigen de vlakten en bergen van heel zuidelijk Afrika. De rotstekeningen die ze er maakten worden gezien als de eerste menselijke kunstuitingen.
In de tijd van de Nederlandse Kaapkolonie waren zij welbekend. Paravincini di Capelli die de Aide de Camp voor de gouverneur was, ontmoette er een aantal en schreef er in 1803 over:

De Boschjesmans zyn uitermate klein en door den honger meest al sterk uitgedroogd. De Generaal nam de lengtemaat van een hunner, naar gissing een man van veertig à vyftig jaren, en bevond dat hy vier voet en drie duim groot was, de vrouwen zyn nog klynder en gantsch niet schoon. Het gelaat dezer wilden heeft veel overeenkomst met dat der Hottentotten, egter een veel snediger en vernuftiger uitzicht, het welk misschien is toeteschryven, aan de waakzaamheid welke zy voortduurend in de staat van gevaar in welke zy leeven, moeten gebruiken.
Hunne taal heeft ook meer tongslagen dan die der Hottentotten, welke dog voortyds de zelve natie uitgemaakt hebben; hunne couleur is over het algemeen veel blanker dan die der Hottentotten, eenige zelfs zyn nog minder geel dan de Spanjaarden op het eiland Teneriffe, byzonder diegene welke veel in de rivieren zyn tot de vischvangst.

Tijdens de Mfecane werden (vooral tussen 1826 en 1835) in de Drakensbergen de meeste San uitgeroeid, en wat overbleef ging op in andere volken, zoals de Sotho, of werd naar de Kalahari verdreven, waardoor, verstoken van hun voorbeelden, de kennis van het rotstekenen bij de San verdween.
Er leven nu nog ongeveer 100.000 San verspreid in kleine gemeenschappen. Hun geschiedenis wordt getekend door een voortschrijdend verlies van hun land en strijd om te overleven. Tegelijkertijd zijn ze erin geslaagd een emancipatiebeweging in gang te zetten om hun cultureel erfgoed veilig te stellen en de gemeenschappelijke culturele identiteit te versterken.
In modern Zuid-Afrika zijn de San grotendeels opgegaan in de zogenaamde kleurlingen- of Kaap-kleurlingenpopulatie van de West- en Noord-Kaap.
In Namibië leven de San nu voornamelijk ten oosten van Waterberg. De San zijn in 1904 door de Duitse overheersers de woestijn richting het huidige Botswana in gedreven. Tienduizenden zijn daarbij omgekomen. Bij Waterberg is nog een Duitse begraafplaats te bezichtigen.

## Mythologie
Dieren en insecten spelen een sleutelrol in de mythologie van de San. Hun scheppingsmythen vertellen over de oertijd, waarin de bidsprinkhaan veel als schepper optreedt. 
De gele bidsprinkhaan gaf zijn eigen kleur aan de bovenste baan van de regenboog. 
De bidsprinkhaan was met de klipdas getrouwd. Hun dochter, het stekelvarken, was volgens een van de verhalen getrouwd met Kwammang-a, de roodbruine stamvader. Met de afgedankte sandaal van Kwammang-a schiep de bidsprinkhaan de eerste elandantilope. De bidsprinkhaan bracht de elandantilope naar een met riet omzoomde poel en voedde hem met honing. De elandantilope werd groter en sterker tot het de omvang had van een forse stier. Kwammang-a hoorde daar van en schoot het dier met een pijl neer. Toen de bidsprinkhaan merkte dat de honing was opgedroogd, begreep hij dat de magnifieke elandantilope was gedood. De bidsprinkhaan volgde het bloedspoor van het dier naar Kwammang-a, wilde wraak nemen, maar zijn pijlen misten doel en keerden zich zelfs tegen hem. Hij vond in de struiken de galblaas van de elandantilope en sneed hem open, waarop de wereld zich in duisternis hulde. Toen de bidsprinkhaan de galblaas na enige tijd de lucht in slingerde, bleef de galblaas er hangen als de maan.

## Erkenning
Bekend werden de publicaties van Laurens van der Post. in 1956 maakte hij daarover in een zesdelige televisiedocumentairereeks voor de BBC. In 1958 verscheen zijn bekendste boek onder dezelfde titel als de BBC-serie: The Lost World of the Kalahari. Hierop volgde in 1961 The Heart of the Hunter, gebaseerd op Specimens of Bushman Folklore (1910), verzameld door de antropologen Wilhelm Bleek en Lucy Lloyd, en Mantis and His Hunter, samen met Dorothea Bleek.
Van der Post beschreef de Bosjesmannen als de oorspronkelijke bewoners van zuidelijk Afrika, verstoten en vervolgd door alle andere rassen en nationaliteiten. Hij zei dat ze de 'verloren ziel' van de hele mensheid vertegenwoordigden, een soort edele wilde-mythe. Deze mythe van de Bosjesmannen inspireerde in 1961 tot de oprichting van het Central Kalahari Game Reserve.